# Sternula antillarum
El charrancito americano (Sternula antillarum), también denominado charrán mínimo, charrán chico, charrán menudo, gaviotín chico boreal, gaviotín enano, gaviotín pequeño y golondrina marina mínima, es una especie de ave caradriforme de la familia Sternidae que cría principalmente en Norteamérica y migra para pasar el invierno en América Central, el Caribe y el norte de Sudamérica. 

## Descripción

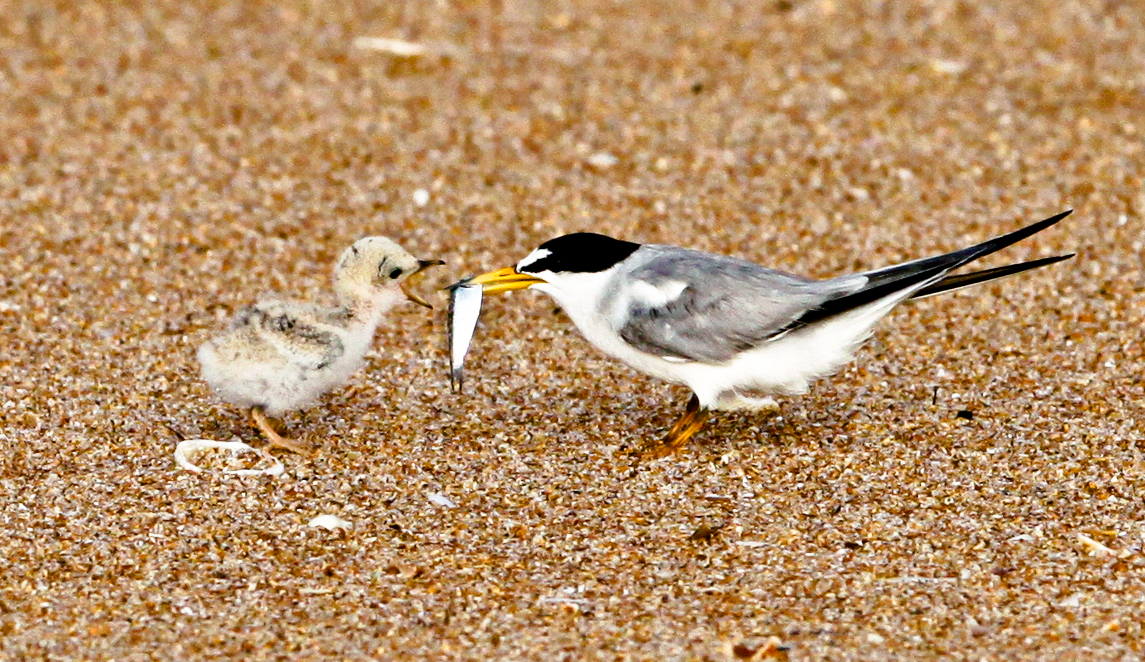
Adulto alimentando a un pollo en Florida.

El charrancito americano mide entre 22–24 cm de largo, y tiene una envergadura alar de unos 50 cm. Pesa entre  39–52 g. Las partes superiores son de color gris claro bastante uniforme y mientras que las inferiores son blancas. Su cabeza es blanca excepto el píleo que es negro como la línea que conectando con el pico atravesando los ojos. Su frente en blanca, ampliándose en invierno. Su pico es amarillo con la punta negra en verano y completamente negruzco en invierno. Sus patas son amarillentas. Sus alas son principalmente gris claro, aunque tiene las primarias exteriores negras. 
Se diferencia de charrancito común en que su obispillo y cola son grises, no blancos, y tiene una llamada diferente, más chillona. Se diferencia del charrancito amazónico por ser más claro en las partes superiores y tener la punta del pico negra y se diferencia del charrancito peruano también en que tiene las partes superiores más pálidas y las partes inferiores blancas (no gris claro) y tiene la parte negra de la punta del pico más corta.

## Taxonomía
Fue descrito científicamente por el naturalista francés René-Primevère Lesson en 1847. Inicialmente se lo consideró conespecífico del charrancito común.
Se reconocen tres subespecies:
- Sternula antillarum antillarum (Lesson, 1847). Cría e la costa atlántica de Norteamérica, desde Maine hasta las costas del sur de Estados Unidos, el Caribe, Bermuda y Venezuela. Pasa en invierno en el sur, llegando hasta el norte de Brasil.
- Sternula antillarum athalassos (Burleigh y Lowery, 1942). Cría en la cuenca de los ríos Misisipi, Brazos, Trinidad y río Bravo.[4] Pasa el invierno en el sur llegando hasta Brasil.
- Sternula antillarum browni (Mearns, 1916). Cría en la costa pacífica de Nortamérica, desde California central hasta México. Pasa el invierno principalmente en América Central.